# Statistiche della nazionale maschile di rugby a 15 dell'Inghilterra
Le statistiche sono aggiornate al 31 dicembre 2020.

## Statistiche di squadra

### Generali
- Vittoria con il massimo scarto: Inghilterra ‒ Romania 134–0 (Londra, stadio di Twickenham, 17 novembre 2001)
- Sconfitta con il massimo scarto: Australia ‒ Inghilterra 76-0 (Brisbane, Lang Park, 6 giugno 1998)
- Incontro con il massimo numero di punti realizzati: Inghilterra ‒ Romania 134–0
- Incontro con il massimo numero di punti subìti: Australia ‒ Inghilterra 76-0
- Maggior numero di vittorie consecutive: 18
  - Inizio serie: 10 ottobre 2015, Inghilterra ‒ Uruguay 60-3 (Manchester, City of Manchester Stadium)
  - Fine serie: 11 marzo 2017, Inghilterra ‒ Scozia 61-21 (Londra, stadio di Twickenham)
- Maggior numero di sconfitte consecutive: 7 (2 volte)
  - Inizio serie 1: 19 marzo 1904, Scozia ‒ Inghilterra 6-3 (Edimburgo, Raeburn Park)
  - Fine serie 1: 10 febbraio 1906 Inghilterra ‒ Irlanda 6-16 (Leicester, Welford Road)
  - Inizio serie 2: 25 febbraio 2006 Scozia ‒ Inghilterra 18-12 (Edimburgo, stadio di Murrayfield)
  - Fine serie 2: 11 novembre 2006 Inghilterra ‒ Argentina 18-25 (Londra, stadio di Twickenham)[2]

### Confronti totali con le altre nazionali
| Avversario        | 1º incontro      | 1ª vittoria      | G   | V   | N  | P   | % V/G  | P+    | P-   | P±     |
| ----------------- | ---------------- | ---------------- | --- | --- | -- | --- | ------ | ----- | ---- | ------ |
| Argentina         | 30 maggio 1981   | 6 giugno 1981    | 24  | 19  | 1  | 4   | 79,17  | 648   | 373  | +275   |
| Australia         | 9 gennaio 1909   | 7 gennaio 1928   | 51  | 25  | 1  | 25  | 49,02  | 924   | 1076 | −152   |
| Canada            | 17 ottobre 1992  | 17 ottobre 1992  | 6   | 6   | 0  | 0   | 100,00 | 273   | 73   | +200   |
| Figi              | 17 giugno 1988   | 17 giugno 1988   | 7   | 7   | 0  | 0   | 100,00 | 303   | 109  | +194   |
| Francia           | 22 marzo 1906    | 22 marzo 1906    | 107 | 59  | 7  | 41  | 55,14  | 1741  | 1379 | +362   |
| Galles            | 19 marzo 1881    | 19 marzo 1881    | 136 | 65  | 12 | 59  | 47,79  | 1815  | 1636 | +179   |
| Georgia           | 12 ottobre 2003  | 12 ottobre 2003  | 3   | 3   | 0  | 0   | 100,00 | 165   | 16   | +149   |
| Giappone          | 30 maggio 1987   | 30 maggio 1987   | 2   | 2   | 0  | 0   | 100,00 | 95    | 22   | +73    |
| Irlanda           | 18 febbraio 1875 | 18 febbraio 1875 | 137 | 80  | 8  | 49  | 58,39  | 1681  | 1170 | +511   |
| Italia            | 8 ottobre 1991   | 8 ottobre 1991   | 27  | 27  | 0  | 0   | 100,00 | 1092  | 324  | +768   |
| Nuova Zelanda     | 2 dicembre 1905  | 4 gennaio 1936   | 42  | 8   | 1  | 33  | 19,05  | 594   | 992  | −398   |
| NZ Natives        | 16 febbraio 1889 | 16 febbraio 1889 | 1   | 1   | 0  | 0   | 100,00 | 7     | 0    | +7     |
| Pacific Islanders | 8 novembre 2008  | 8 novembre 2008  | 1   | 1   | 0  | 0   | 100,00 | 39    | 13   | +26    |
| Paesi Bassi       | 14 novembre 1998 | 14 novembre 1998 | 1   | 1   | 0  | 0   | 100,00 | 110   | 0    | +110   |
| President’s XV    | 17 aprile 1971   | ‒                | 1   | 0   | 0  | 1   | 0,00   | 11    | 28   | −17    |
| Romania           | 5 gennaio 1985   | 5 gennaio 1985   | 5   | 5   | 0  | 0   | 100,00 | 335   | 24   | +311   |
| Samoa             | 4 giugno 1995    | 4 giugno 1995    | 8   | 8   | 0  | 0   | 100,00 | 292   | 114  | +178   |
| Scozia            | 27 marzo 1871    | 5 febbraio 1872  | 138 | 76  | 19 | 43  | 55,07  | 1687  | 1231 | +456   |
| Stati Uniti       | 3 giugno 1987    | 3 giugno 1987    | 6   | 6   | 0  | 0   | 100,00 | 298   | 59   | +239   |
| Sudafrica         | 8 dicembre 1906  | 20 dicembre 1969 | 43  | 15  | 2  | 26  | 34,88  | 729   | 919  | −190   |
| Tonga             | 15 ottobre 1999  | 15 ottobre 1999  | 3   | 3   | 0  | 0   | 100,00 | 172   | 33   | +139   |
| Uruguay           | 2 novembre 2003  | 2 novembre 2003  | 2   | 2   | 0  | 0   | 100,00 | 171   | 16   | +155   |
| Totali            | Totali           | Totali           | 751 | 419 | 51 | 281 | 55,79  | 13182 | 9607 | +3,575 |

## Statistiche individuali

### Generali
- Maggior numero di mete segnate: Rory Underwood (49)
- Maggior numero di punti realizzati: Jonny Wilkinson (1.032)
- Maggior numero di presenze: Jason Leonard (114)

### Dettaglio
In grassetto i giocatori in attività al 31 dicembre 2020; in corsivo quelli che, benché ancora a tale data in attività siano ritirati internazionalmente o non più convocati.

#### Presenze in nazionale
| #  | Giocatore          | Anni      | Presenze |
| -- | ------------------ | --------- | -------- |
| 1  | Jason Leonard      | 1990–2004 | 114      |
| 2  | Ben Youngs         | 2010–     | 104      |
| 3  | Dylan Hartley      | 2008–2018 | 97       |
| 4  | Dan Cole           | 2010–2019 | 95       |
| 5  | Jonny Wilkinson    | 1998–2011 | 91       |
| 6  | Owen Farrell       | 2012–     | 88       |
| 7  | Lawrence Dallaglio | 1995–2007 | 85       |
| 7  | Courtney Lawes     | 2009–     | 85       |
| 7  | Rory Underwood     | 1984–1996 | 85       |
| 10 | Danny Care         | 2008–2018 | 84       |
| 10 | Martin Johnson     | 1993–2003 | 84       |
| 12 | Joe Worsley        | 1999–2011 | 78       |
| 13 | Matt Dawson        | 1995–2006 | 77       |
| 13 | James Haskell      | 2007–2018 | 77       |
| 15 | Mike Catt          | 1994–2007 | 75       |
| 15 | Mike Tindall       | 2001–2011 | 75       |
| 17 | Steve Thompson     | 2002–2011 | 73       |
| 17 | Phil Vickery       | 1998–2009 | 73       |
| 19 | Mike Brown         | 2007–2018 | 72       |
| 19 | Will Carling       | 1988–1997 | 72       |
| 19 | George Ford        | 2014–     | 72       |

#### Punti realizzati

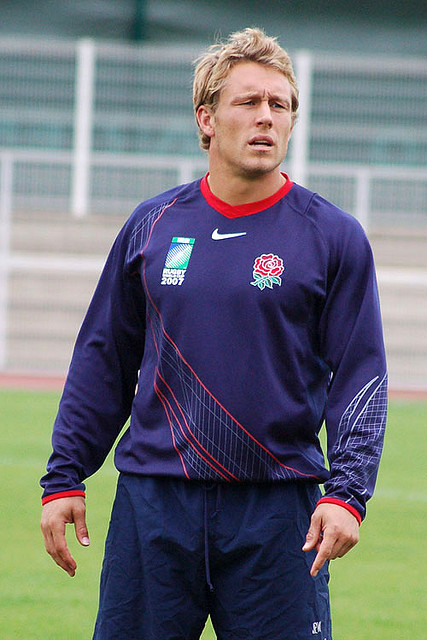
Jonny Wilkinson, punti

| #  | Giocatore       | Anni      | Punti |
| -- | --------------- | --------- | ----- |
| 1  | Jonny Wilkinson | 1998–2011 | 1179  |
| 2  | Owen Farrell    | 2012–     | 969   |
| 3  | Paul Grayson    | 1995–2004 | 400   |
| 4  | Rob Andrew      | 1985–1997 | 396   |
| 5  | George Ford     | 2014–     | 308   |
| 6  | Toby Flood      | 2006–2013 | 301   |
| 7  | Jonathan Webb   | 1987–1993 | 296   |
| 8  | Charlie Hodgson | 2001–2012 | 269   |
| 9  | Dusty Hare      | 1974–1984 | 240   |
| 10 | Rory Underwood  | 1984–1996 | 210   |

#### Mete realizzate

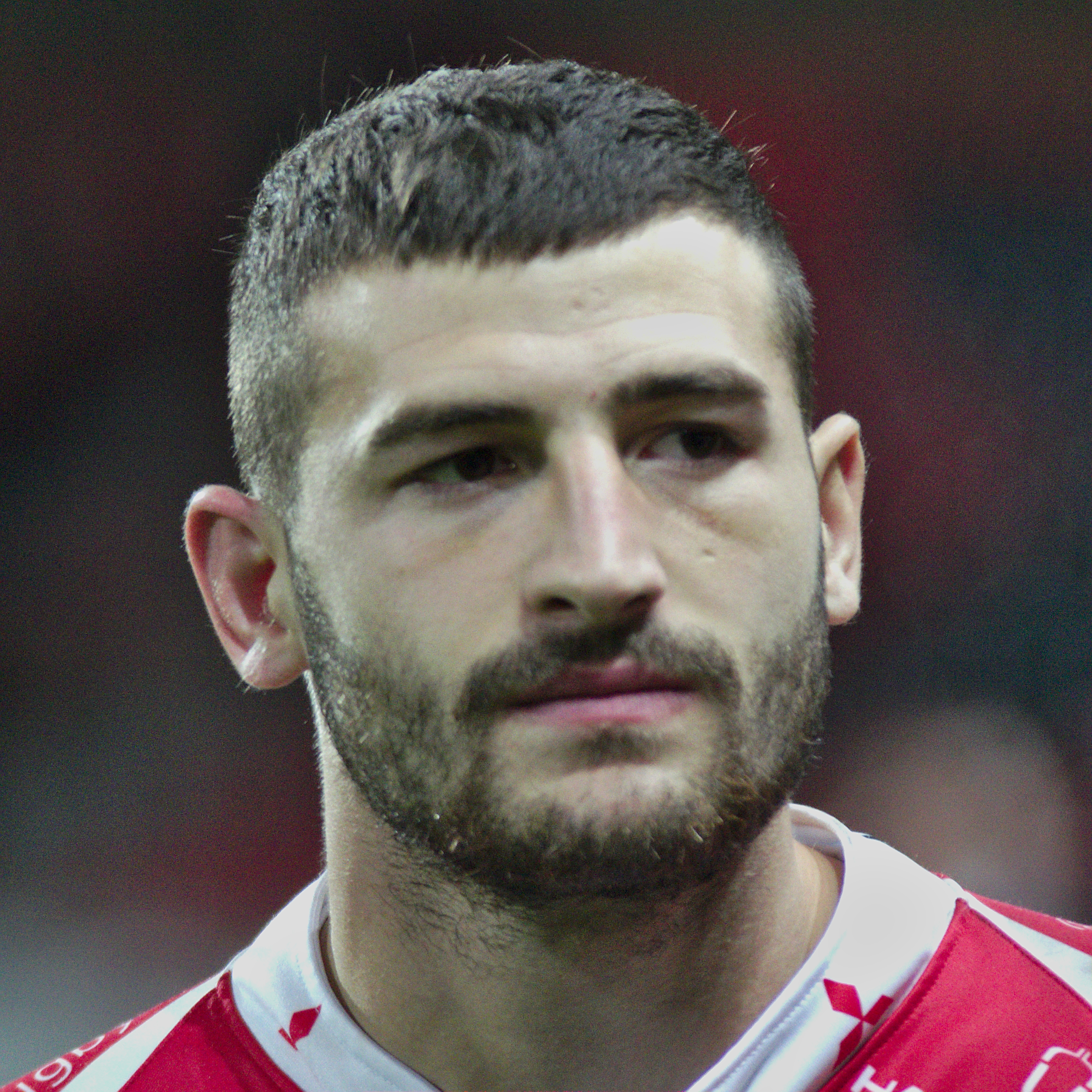
Jonny May, 31 mete

| # | Giocatore      | Anni      | Mete |
| - | -------------- | --------- | ---- |
| 1 | Rory Underwood | 1984–1996 | 49   |
| 2 | Jonny May      | 2013–     | 31   |
| 2 | Will Greenwood | 1997–2004 | 31   |
| 2 | Ben Cohen      | 2000-2006 | 31   |
| 5 | Jeremy Guscott | 1989–1999 | 30   |
| 6 | Jason Robinson | 2001–2007 | 28   |
| 7 | Dan Luger      | 1998–2003 | 24   |
| 8 | Josh Lewsey    | 1998–2007 | 22   |
| 9 | Chris Ashton   | 2010–2019 | 20   |
| 9 | Mark Cueto     | 2004–2011 | 20   |

## Giocatori di rilievo
Diciassette ex giocatori internazionali inglesi sono stati ammessi nella World Rugby Hall of Fame.
Tra di essi figurano, oltre ai citati Wavell Wakefield e Bill Beaumont, anche gli ex C.T. Clive Woodward e Martin Johnson, il recordman di presenze Jason Leonard e il miglior marcatore di punti Jonny Wilkinson.
Quello che segue è un elenco dei giocatori più di rilievo che abbiano militato in nazionale.
Qualora tuttora in attività, ivi figurano solo coloro ritirati dalla carriera internazionale al 2020 o non più convocati.
Il criterio di inclusione è essere stati convocati almeno a un'edizione di Coppa del Mondo oppure vantare un periodo di almeno tre anni tra la prima e l'ultima partita, corrispondente all'incirca a 25-30 incontri (l'Home Championsip - Cinque o Sei Nazioni, un numero variabile di test-match e/o i tour, per un ammontare variabile di 8/10 incontri l'anno).
- Paul Ackford (1988-1991)
- Rob Andrew (1985-1997)
- Garath Archer (1996-2000)
- Delon Armitage (2008-2011)
- Chris Ashton (2010-2019)
- Neil Back (1994-2003)
- Matt Banahan (2009-2011)
- Brad Barritt (2012-2015)
- Bill Beaumont (1975-1982)
- John Bentley (1975-1982)
- Kyran Bracken (1993-2003)
- Mike Brown (2007-2018)
- Mike Burton (1972-1978)
- Jon Callard (1993-1995)
- Danny Care (2008-2018)
- John Carleton (1979-1984)
- Will Carling (1988-1997)
- Gareth Chilcott (1984-1989)
- Ben Clarke (1992-1999)
- Ben Cohen (2000-2006)
- Dan Cole (2010-2019)
- Maurice Colclough (1978-1986)
- Alex Corbisiero (2011-2015)
- Martin Corry (1997-2007)

- Fran Cotton (1971-1981)
- Tom Croft (2008-2015)
- Mark Cueto (2004-2012)
- Les Cusworth (1979-1988)
- Lawrence Dallaglio (1995-2007)
- Huw Davies (1981-1986)
- Graham Dawe (1987-1995)
- Louis Deacon (2005-2011)
- Matt Dawson (1995-2006)
- Nick Easter (2007-2015)
- Ben Foden (2009-2013)
- Toby Flood (2006-2013)
- Darren Garforth (1997-2000)
- Phil de Glanville (1992-1999)
- Alex Goode (2012-2016)
- Paul Grayson (1995-2004)
- Phil Greening (1996-1999)
- Dick Greenwood (1966-1969)
- Will Greenwood (1997-2004)
- Danny Grewcock (1997-2004)
- Jeremy Guscott (1989-1999)
- Shontayne Hape (2010-2011)
- Dylan Hartley (2008-2018)
- James Haskell (2007-2018)

- Austin Healey (1997-2003)
- Alastair Hignell (1975-1979)
- Richard A. Hill (1997-2007)
- Richard J. Hill (1984-1991)
- Nigel Horton (1969-1980)
- Martin Johnson (1993-2003)
- Jason Leonard (1990-2004)
- Josh Lewsey (1998-2007)
- Dan Luger (1998-2003)
- Lee Mears (2005-2012)
- Nigel Melville (1984-1988)
- Lewis Moody (2001-2012)
- Brian Moore (1987-1995)
- Tom Palmer (2001-2012)
- Geoff Parling (2012-2015)
- Jeff Probyn (1988-1993)
- John Pullin (1966-1976)
- David Rees (1987-1999)
- Gary Rees (1984-1991)
- Dean Richards (1986-1996)
- Andy Ripley (1972-1976)
- Andy Robinson (1988-1995)
- Jason Robinson (2001-2007)
- Chris Robshaw (2009-2018)

- Tim Rodber (1992-1999)
- Budge Rogers (1961-1969)
- Marcus Rose (1981-1987)
- Graham Rowntree (1995-2006)
- Pat Sanderson (1998-2006)
- Simon Shaw (1996-2011)
- Andrew Sheridan (2004-2011)
- Joe Simpson (2011)
- Matt Stevens (2004-2012)
- Mike Tindall (2000-2011)
- Steve Thompson (2002-2011)
- Victor Ubogu (1992-1999)
- Rory Underwood (1984-1996)
- Tony Underwood (1992-1998)
- Wavell Wakefield (1920-1927)
- Jonathan Webb (1987-1993)
- Peter Wheeler (1975-1984)
- Don White (1947-1953)
- Richard Wigglesworth (2008-2018)
- Jonny Wilkinson (1997-2011)
- David Wilson (2008-2015)
- Tom Wood (2011-2017)
- Peter Winterbottom (1982-1993)
- Clive Woodward (1980-1984)